# Manuhangi

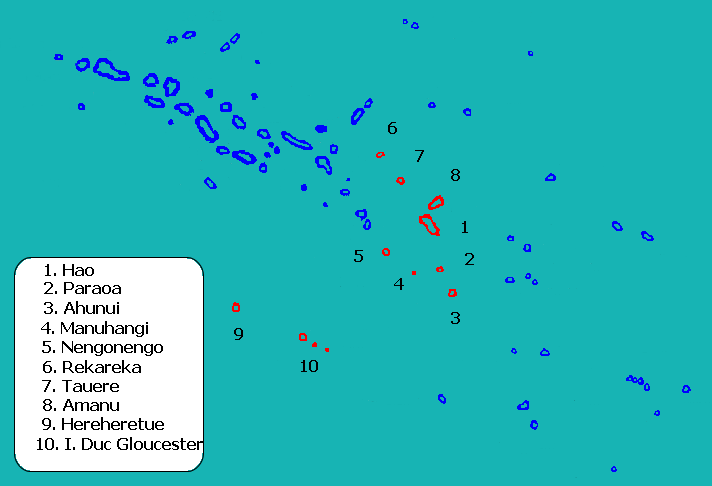
Localização de Manuhangi no arquipélago de Tuamotu (n.º 4)

Manuhangi é um atol das Tuamotu, na Polinésia Francesa, incluído na comuna de Hao. Está situado a 900 km a sudeste de Taiti.
É um pequeno atol, com área total de 1 km². Está desabitado, e não tem nenhuma infraestrutura senão umas cisternas. Foi descoberto em 1767 pelo inglês Samuel Wallis que o chamou umberland.